# Alexandre Gentil Corte-Real de Araújo

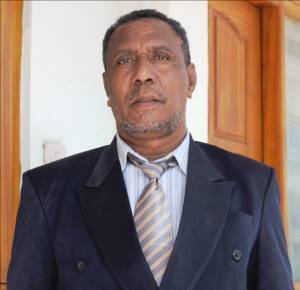
Alexandre Gentil Corte-Real de Araújo

Alexandre (Alexandrino) Gentil Corte-Real de Araújo ist ein osttimoresischer Politiker, Richter und Beamter.

## Werdegang
Corte-Real de Araújo trat in den 1990er Jahren dem öffentlichen Dienst bei, als Spezialist für Verfassungsrecht. Während der Übergangsverwaltung der Vereinten Nationen für Osttimor (UNTAET) arbeitete er als Richter bei der Serious Crimes Unit (SCU) zur Aufklärung der Verbrechen während der Krise in Osttimor 1999.
Von 2001 bis 2007 war Araújo für die União Democrática Timorense (UDT) Abgeordneter in der verfassunggebenden Versammlung, die 2002 zum Nationalparlament Osttimors wurde. Hier war er Mitglied der Kommission für konstitutionelle Fragen, Rechte, Freiheiten und Gewährleistung (Kommission A). Er legte sein Mandat aber vorzeitig nieder, um in Brasilien seinen Master in Öffentlichen Recht zu erhalten.
Ab 2009 erhielt er eine leitende Position im Sekretäriat der neu gegründeten Comissão da Função Pública (CFP, deutsch Kommission des öffentlichen Dienstes). Am 13. Oktober wurde Corte-Real de Araújo vom Parlament zum Kommissar der CFP befördert. Das Amt hatte er bis zum 29. Mai 2015 inne. Parallel war er ab Januar 2011 Mitglied des Generalrates der Universidade Nasionál Timór Lorosa'e (UNTL).